# Piper solmsianum
Piper solmsianum är en pepparväxtart som beskrevs av C. Dc.. Piper solmsianum ingår i släktet Piper och familjen pepparväxter. Utöver nominatformen finns också underarten P. s. hilarianum.